# Petra Uhlmann
Petra Uhlmann (* 25. Februar 1960 in Schwerin) ist eine deutsche Politikerin (CDU).

## Leben und Beruf
Nach dem Abitur am Goethe-Gymnasium in Schwerin nahm Uhlmann ein Studium der Pflanzenproduktion an der Universität Rostock auf, das sie mit dem Diplom und der Promotion beendete. Nach ihrer politischen Tätigkeit als erste Umweltministerin von Mecklenburg-Vorpommern wurde sie 1994 Mitarbeiterin für Presse- und Öffentlichkeitsarbeit bei der PreussenElektra in Hannover und später Pressesprecherin des Unternehmens. Heute ist sie als Leiterin für Unternehmenskommunikation bei E.ON Kernkraft beschäftigt.

## Partei
Uhlmann ist Mitglied der CDU.

## Abgeordnete
Uhlmann war Anfang der 1990er-Jahre Kreistagsmitglied des Kreises Schwerin-Land und dort Vorsitzende der CDU-Fraktion.

## Öffentliche Ämter
Uhlmann wurde am 27. Oktober 1990 als Ministerin für Umwelt in die von Ministerpräsident Alfred Gomolka geführte Regierung des Landes Mecklenburg-Vorpommern berufen und gehörte auch der von Ministerpräsident Berndt Seite geleiteten Folgeregierung an. Während ihrer Amtszeit beteiligte sie sich am Aufbau der Verwaltung und an der Ausweisung neuer Nationalparks. Wegen der Affäre um die Deponie Schönberg trat sie am 30. März 1993 gemeinsam mit Umweltstaatssekretär Peter-Uwe Conrad von ihrem Ministeramt zurück.
| Personendaten    | Personendaten                                                           |
| ---------------- | ----------------------------------------------------------------------- |
| NAME             | Uhlmann, Petra                                                          |
| KURZBESCHREIBUNG | deutsche Politikerin (CDU), Landesministerin von Mecklenburg-Vorpommern |
| GEBURTSDATUM     | 25. Februar 1960                                                        |
| GEBURTSORT       | Schwerin                                                                |